# Ophryoscolecidae
Famille
Synonymes
- Caloscolecinae pro parte (p.p.)
- Cunhaiidae
- Diplodiniinae p.p.
- Entodiniidae
- Entodiniina
- Epidiniinae p.p.
- Ophryoscolecinae p.p.
- Opisthotrichinae p.p.[1]

Les Ophryoscolecidae sont une famille de Ciliés de la classe des Litostomatea et de l'ordre des Entodiniomorphida.

## Étymologie
Le nom de la famille vient du genre type Ophryoscolex, dérivé du grec ancien οφρύς / ophrýs, « sourcil ⇒ cil ⇒ cilié », et de scolex (du grec ancien σκώληξ / skólèx, « ver, larve »).

## Description

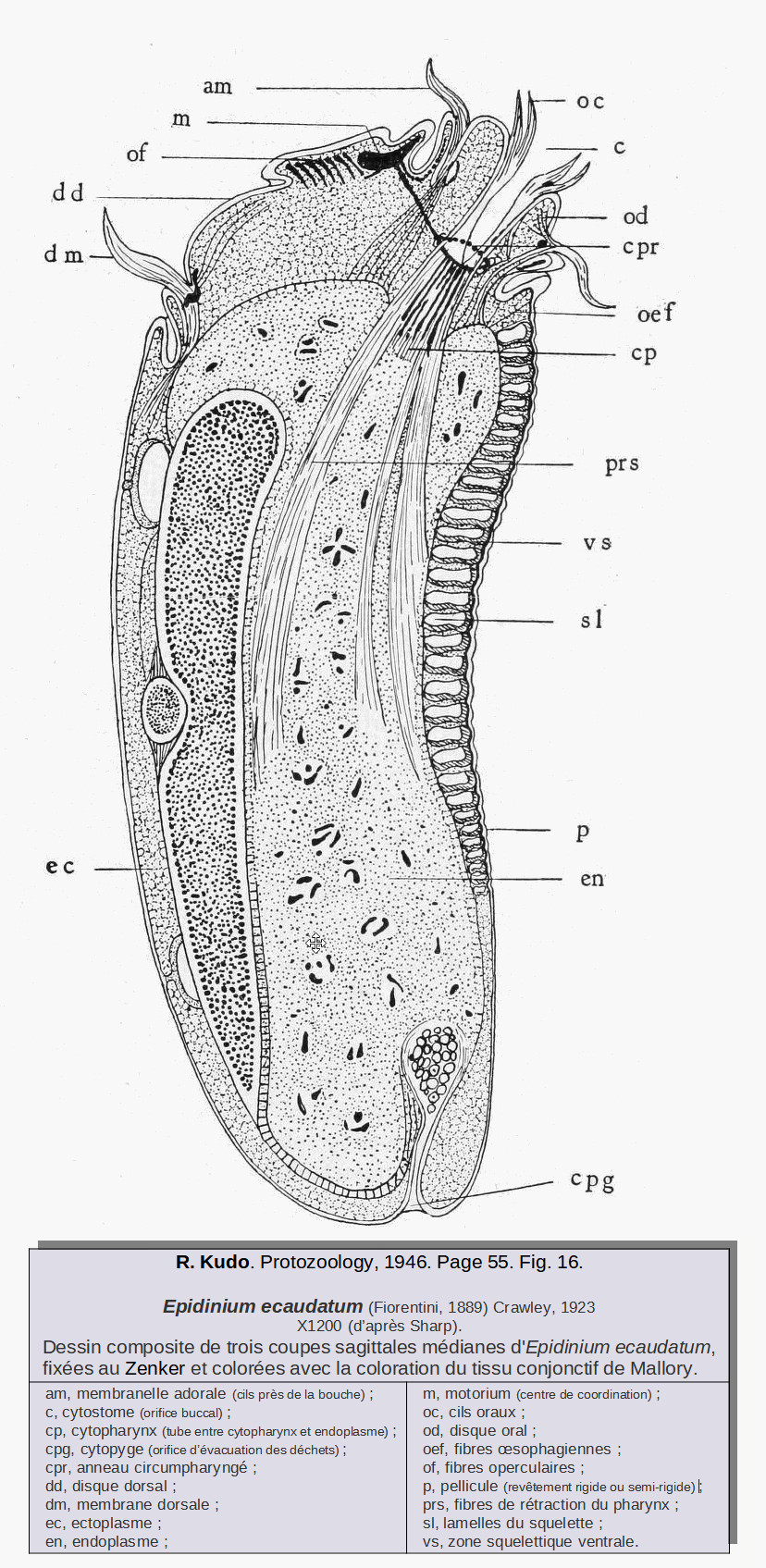
Epidinium ecaudatum.

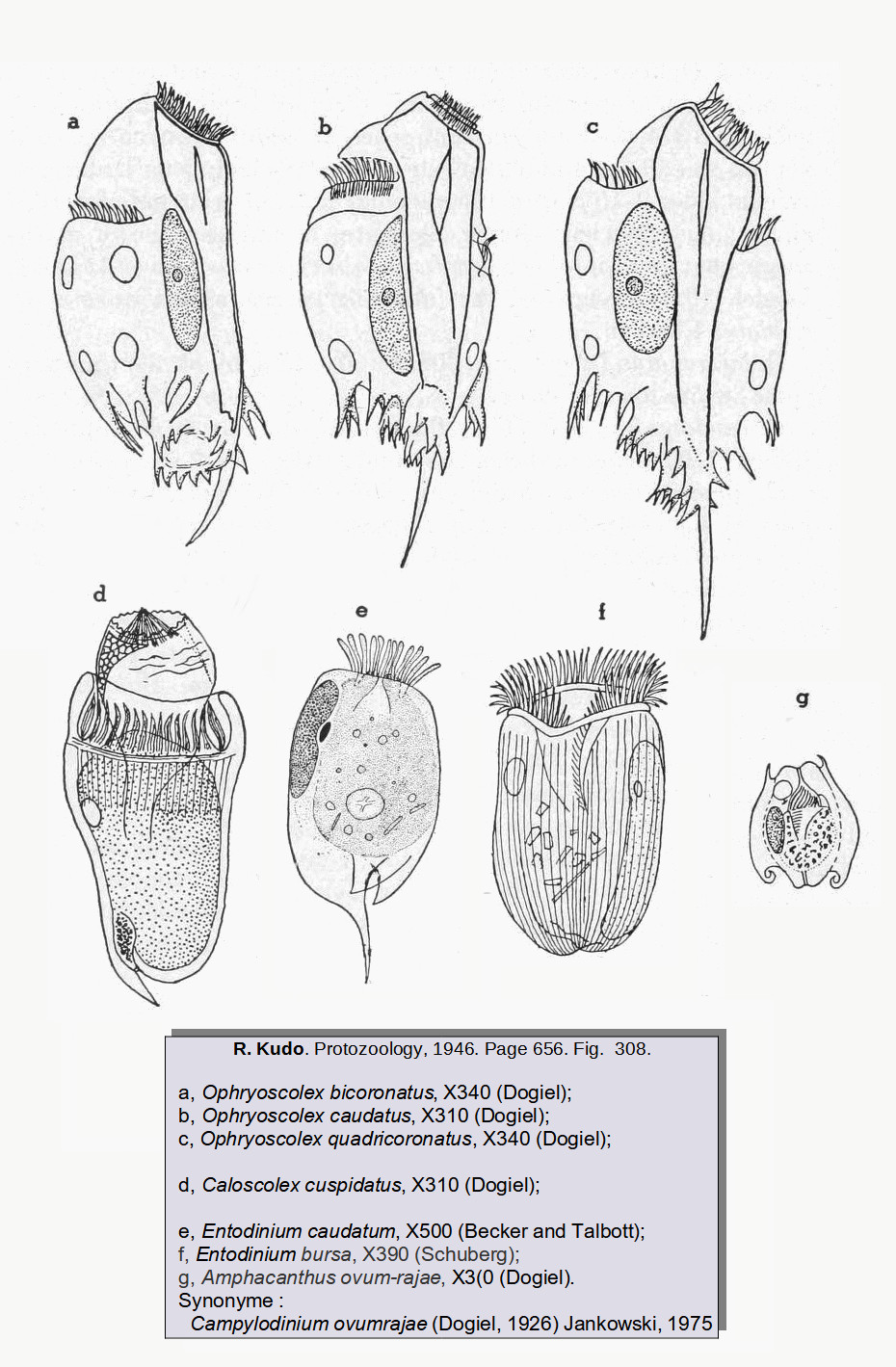
Ophryoscolex (a, b, c)
Caloscolex (d)
Entodinium (e, f)
Campylodinium (g).

Les Ophryoscolecidae ont une taille, petite (< 80 μm) à grande (> 200 μm). Leur forme varie d’ovoïde à fusiforme, plus ou moins aplatie. Ils nagent librement dans le milieu liquide. Ils comportent des touffes ciliaire dorsales rétractables pouvant couvrir au moins 1/3 du périmètre corporel (celles-ci sont absentes chez le genre Entodinium). Des plaques squelettiques sont couramment présentes. 
Leur macronoyau est généralement allongé. On note la présence d’un micronoyau et de vacuoles contractiles en nombre variable. Un cytoprocte (anus) est présent. Ils se nourrissent de bactéries, de détritus végétaux et d'autres ciliés.

## Habitat
Les Ophryoscolecidae vivent dans des habitats terrestres, mais sont aussi endocommensaux dans le rumen des ruminants tels que les bovins, les ovins, les caprins, les cerfs, les antilopes, les caribous, les bisons, les buffles et les chameaux, ainsi que dans l'intestin du cobaye.

## Liste des genres
Selon GBIF (14 juin 2023) :
- Anoplodinium Dogiel, 1927
- Diploplastron Kofoid & MacLennan, 1932
- Enoploplastron Kofoid & MacLennan, 1932
- Entodinium Stein, 1859
- Epidinium Crawley, 1923
- Epiplastron Kofoid & MacLennan, 1933
- Eremoplastron Kofoid & MacLennan, 1932
- Eudiplodinium Dogiel, 1927
- Ophryoscolex Stein, 1859
- Polyplastron Dogiel, 1927

Selon Lynn (2008) :
- Anoplodinium Dogiel, 1927
- Caloscolex Dogiel, 1926
- Campylodinium Jankowski, 1975
- Cunhaia Hasselmann, 1924
- Diplodinium Schuberg, 1888
- Diploplastron Kofoid & MacLennan, 1932
- Elytroplastron Kofoid & MacLennan, 1932
- Endoralium Eloff & van Hoven, 1980
- Enoploplastron Kofoid & MacLennan, 1932
- Entodinium Stein, 1859
- Eodinium Kofoid & MacLennan, 1932
- Epidinium Crawley, 1923
- Epiplastron Kofoid & MacLennan, 1933
- Eremoplastron Kofoid & MacLennan, 1932
- Eudiplodinium Dogiel, 1927
- Metadinium Awerinzew & Mutafowa, 1914
- Ophryoscolex Stein, 1859
- Opisthotrichum Buisson, 1923
- Ostracodinium Dogiel, 1927
- Polyplastron Dogiel, 1927

## Systématique
Le nom valide de ce taxon est Ophryoscolecidae Stein, 1859.